# Hobby Hall
Hobby Hall (рус. Хобби Холл) — бывшая ведущая фирма дистанционной торговли в Финляндии, Эстонии, Латвии и Литве.

## Деятельность
В ассортимент «Hobby Hall» входят товары для дома и для активного отдыха, которые продаются посредством распространения каталогов, а также через интернет-магазин и в собственных магазинах фирмы. Компания имеет 3 магазина, они находятся в городах Хельсинки, Вантаа и Таллин. С 1985 года «Hobby Hall» является дочерним предприятием концерна «Стокманн».
Девиз Hobby Hall: «Покупайте что пожелаете, не выходя из дома!»
Продажи компании в 2007 году составили примерно 206,5 млн евро, что составляет 13,5 % от всех продаж концерна «Стокманн». Продажи через интернет-магазин в 2007 г. составили 66 % от продаж «Hobby Hall» в Финляндии. В «Hobby Hall» работало на тот момент около 650 сотрудников.
«Hobby Hall» успешно работала более 40 лет, и обслуживала 1,2 миллиона клиентов.
После мирового финансового кризиса (начавшегося в 2008 г.) продажи компании сильно упали.
На территории России прием заказов на товары по каталогам и через интернет-магазин закончился 30 января 2009 года. Иными словами, магазин www.hobbyhall.ru больше не работает, российский покупатель не увидел интересных предложений и фирма потерпела фиаско в данном сегменте международного рынка.
Та же участь постигла филиалы фирмы в Латвии (закрыт 05.07.2009), Эстонии (закрыт 31.09.2009), Литве (закрыт летом 2009 г.).